# Seil
Seil (Saoil en gaèlic) és una petita illa del grup de les Slate, situada al nord-oest d'Escòcia. L'illa es troba al Fiord de Lorn, a 11 km al sud-oest d'Oban.
Des del 1792, Seil es troba unida al "continent" a través del Pont Clachan (Clachan Bridge), que fou construït per l'enginyer Robert Mylne. Aquest pont és conegut com El pont sobre l'Atlàntic i avui encara es fa servir; a principis d'estiu es cobreix de didaleres.
L'assentament principal a Seil és Ellenabeich, on es filmaren algunes escenes de la pel·lícula Ring of Bright Water.